# 恩格爾哈德 (北卡羅萊納州)
恩格爾哈德（英語：Englehard）是位於美國北卡羅萊納州海德縣的普查規定居民點。

## 人口
根據2020年美國人口普查的數據，恩格爾哈德的面積為8.36平方千米，皆為陸地。當地共有人口374人，而人口密度為每平方千米44.74人。